# Пожар на Пристанище „Бургас“
Пожарът на Пристанище „Бургас“ е промишлен пожар на 11 септември 1945 година на Пристанище „Бургас“, довел до тежки материални щети.
Пожарът започва от голямо количество – над 1764 тона – памук, който е доставен на 8 септември от Съветския съюз. Памукът е разтоварен на открита площадка в близост до железопътна линия, по която трябва да бъде транспортиран към Югославия, както и до закрити митнически складове, в които се съхранява тютюн, предназначен за износ към Съветския съюз. Памукът е зле опакован в открити бали, а администрацията на пристанището не успява да осигури платнища, с които да го предпази от евентуален дъжд.
Пожарът започва в 14 часа и 25 минути. За пожарната охрана на пристанището отговарят четирима войници от Железопътни войски, които нямат почти никаква подготовка. Все пак те и други намиращи се в района доброволци правят опит да започнат гасенето на пожара, но не са допуснати до памука от охраняващия го съветски войник – той не пуска никого до огъня, за да не бъдат прикрити следите от подозиран от него саботаж. Това продължава до 15 часа и 15 минути, когато огънят е обхванал голяма част от памука и бързо се разраства към съседните складове – тогава съветската охрана дава сигнал за тревога и разрешава да започне гасенето.
По това време противопожарната служба в Бургас разполага с три пожарни коли и единствената изправна пристига на място две минути след подадения сигнал. Втора пожарна пристига след 15 минути, след като е бутана, за да запали, а третата идва три часа по-късно, след като спешно ѝ е поставен радиатор. Гасенето на пожара е затруднено от режима на водоснабдяването – между 10 и 19 часа водата на пристанището се спира, като тя все пак е пусната 25 минути след подаването на сигнал за пожара, но с ниско налягане. Пожарът е потушен едва към 22 часа с големи усилия на пожарникари, доброволци и български и съветски войници.
Последвалото разследване проверява обстойно възможността за политически мотивиран саботаж, насочен срещу Съветския съюз или комунистическия режим в България, но не открива данни за това. Заключението на следствието е, че пряка причина за пожара са искри от маневриращ в близост до памука локомотив. Ролята на съветската охрана изобщо не е разглеждана. За пожара са съдени служител на пристанището, отговорен за складирането на памука, както и машиниста и огняря на локомотива.
Щетите от пожара се оценяват на 565 милиона лева, главно заради унищожения памук (414 милиона лева) и тютюн (119 милиона лева), но са засегнати също други стоки, както и сгради на пристанището.